# الكاميرون البريطانية
الكاميرون البريطانية من أراضي الانتداب البريطاني في غرب إفريقيا البريطانية. اليوم، تشكل الأراضي أجزاء من شمال نيجيريا في غرب إفريقيا والكاميرون في وسط إفريقيا.

## التاريخ

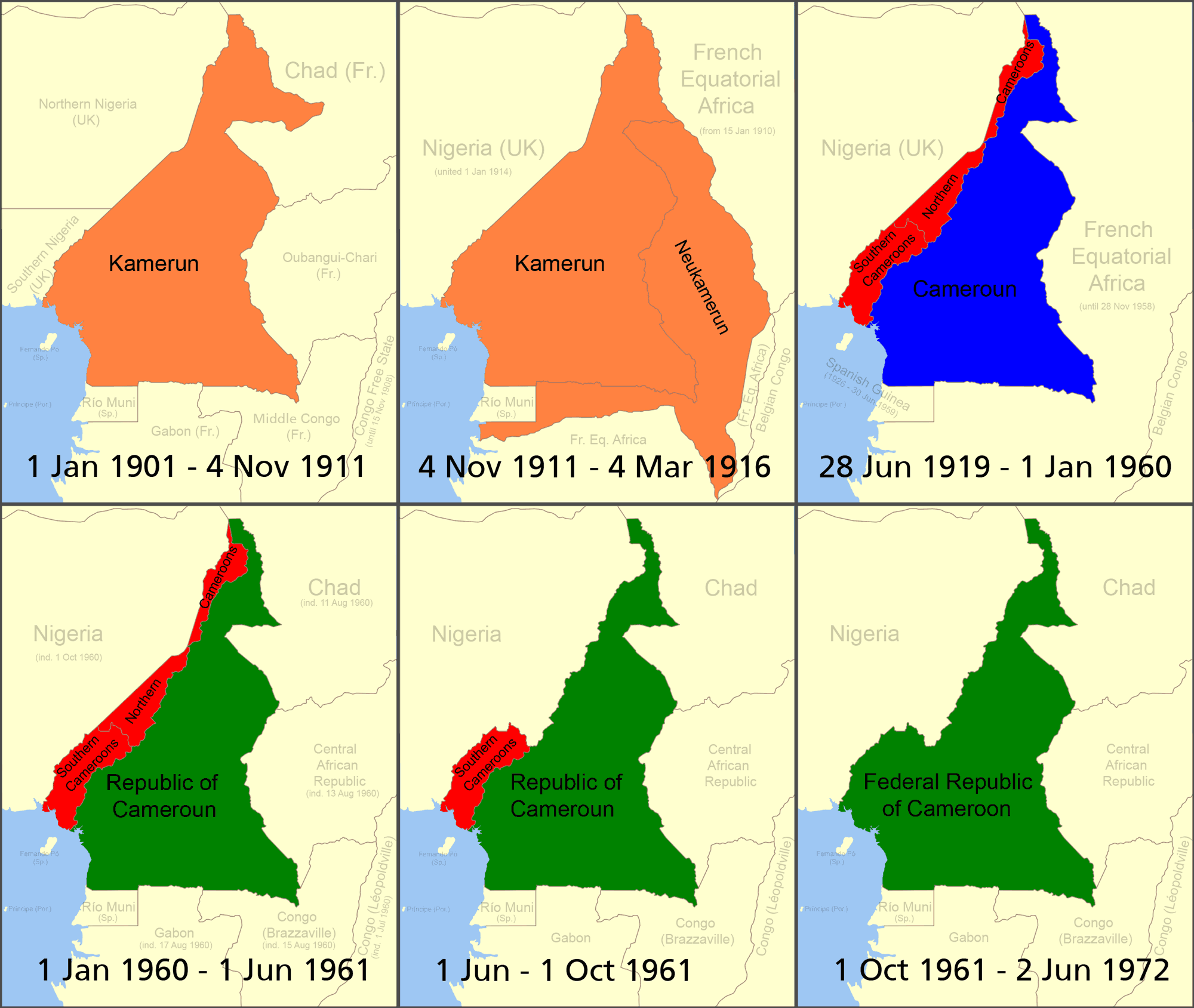
الكاميرون من 1901 – 1972
German Kamerun

زعمت ألمانيا أن منطقة الكاميرون الحالية كانت محمية خلال «التدافع على أفريقيا» في نهاية القرن التاسع عشر. سمت الإمبراطورية الألمانية تلك الأراضي الكاميرون.

### عصبة الأمم الانتداب
خلال الحرب العالمية الأولى، احتلت من قبل القوات البريطانية والفرنسية والبلجيكية، وفي وقت لاحق انتداب عصبة الأمم لبريطانيا العظمى وفرنسا من قبل عصبة الأمم في عام 1922. كانت الولاية الفرنسية تعرف باسم الكاميرون، وكانت الأراضي البريطانية تدار كمنطقتين، الكاميرون الشمالية وكاميرون الجنوبية. تألف شمال الكاميرون من قسمين غير متجاورين، مقسومين على نقطة تلتقي فيها الحدود النيجيرية والكاميرونية. في ثلاثينيات القرن العشرين، كان معظم السكان البيض من الألمان، الذين كانوا محتجزين في المعسكرات البريطانية التي بدأت في يونيو 1940. لم يُظهر السكان الأصليون البالغ عددهم 400000 اهتمام كبير بالتطوع في القوات البريطانية؛ فقط 3500 رجل فعلوا ذلك.

### أراضي الثقة
عندما تم حل عصبة الأمم في عام 1946، أعيد تصنيف معظم أقاليم الانتداب كأقاليم تابعة للأمم المتحدة، من الآن فصاعداً تتم إدارتها من خلال مجلس الوصاية التابع للأمم المتحدة. وكان الهدف من الوصاية لإعداد الأراضي للاستقلال في نهاية المطاف. وافقت الأمم المتحدة على اتفاقات الوصاية الخاصة بالكاميرون البريطانيين التي ستحكمها بريطانيا في 6 ديسمبر 1946.

### استقلال
أصبحت الكاميرون الفرنسية مستقلة في يناير 1960، وكان من المقرر استقلال نيجيريا في وقت لاحق من نفس العام، مما أثار تساؤلات حول ما يجب القيام به مع الأراضي البريطانية. بعد بعض المناقشات (التي كانت مستمرة منذ عام 1959)، تم الاتفاق على استفتاء عام في 11 فبراير 1961. اختارت المنطقة الشمالية ذات الأغلبية المسلمة الاتحاد مع نيجيريا، وصوتت المنطقة الجنوبية للانضمام إلى الكاميرون.
أصبحت الكاميرون الشماليون مقاطعة ساردونا في شمال نيجيريا  في 31 مايو 1961، بينما أصبح الكاميرون الجنوبيون غرب الكاميرون، وهي دولة مكونة لجمهورية الكاميرون الاتحادية، في وقت لاحق من ذلك العام في 1 أكتوبر 1961.